# NGC 5864
NGC 5864 is een lensvormig sterrenstelsel in het sterrenbeeld Maagd. Het hemelobject werd op 27 mei 1786 ontdekt door de Duits-Britse astronoom William Herschel.

## Synoniemen
- UGC 9740
- MCG 1-39-2
- ZWG 49.15
- PGC 54111